# Yusef Suleiman
Yussef Suleiman (en árabe: يوسف سليمان‎) (Homs, 17 de septiembre de 1986 - Damasco, 20 de febrero de 2013) fue un jugador profesional de fútbol sirio que jugó para el Al-Wathba SC. Fue asesinado a los 26 años en la Guerra Civil Siria por una granada.
También jugó para el Al Karamah FC en las fases de eliminación de la Liga de Campeones de la AFC 2008.

## Clubes
| Club          | País  | Año         |
| ------------- | ----- | ----------- |
| Al Karamah FC | Siria | 2008 - 2013 |
| Al-Wathba SC  | Siria | 2013        |